# Elezioni parlamentari in Turchia del 1969
Le elezioni parlamentari in Turchia del 1969 si tennero il 12 ottobre per il rinnovo della Grande Assemblea Nazionale Turca.

## Risultati
| Liste                                    | Voti      | %     | Seggi |
| ---------------------------------------- | --------- | ----- | ----- |
| Partito della Giustizia (AP)             | 4 229 945 | 46,53 | 256   |
| Partito Popolare Repubblicano (CHP)      | 2 487 163 | 27,36 | 143   |
| Partito della Fiducia Repubblicana (CGP) | 598 013   | 6,58  | 15    |
| Partito della Nazione (MP)               | 293 849   | 3,23  | 6     |
| Partito del Movimento Nazionalista (MHP) | 274 225   | 3,02  | 1     |
| Partito dell'Unità (BP)                  | 254 708   | 2,80  | 8     |
| Partito Operaio di Turchia (TIP)         | 243 797   | 2,68  | 2     |
| Partito Nuova Turchia (YTP)              | 197 912   | 2,18  | 6     |
| Indipendenti                             | 511 097   | 5,62  | 13    |
| Totale                                   | 9 090 709 | 100   | 450   |